# Резолюция 255 на Съвета за сигурност на ООН
Резолюция 255 на Съвета за сигурност на ООН е приета на 19 юни 1968 по повод обезпечаването на безопасността на непритежаващите ядрено оръжие държави членки, които са страни по Договора за неразпространение на ядрените оръжия.
Като изказва своето задоволство от факта, че голям брой държави – членки на ООН, са изявили желание да се присъединят към Договора за неразпространение на ядрените оръжия и да поемат всички задължения, произтичащи от него, и като взема под внимание заинтересоваността на някои от тези държави едновременно с тяхното присъединяване към договора да бъдат предприети мерки за обезпечаване на тяхната безопасност, с Резолюция 255 Съветът за сигурност признава, че нападението с ядрено оръжие или заплашването с такова нападение на държава, която не притежава ядрено оръжие, ще създаде ситуация, при която Съветът за сигурност и преди всичко неговите постоянни членове, притежаващи ядрено оръжие, ще бъдат длъжни да действат незабавно в съответствие със задълженията им по Устава на ООН. В тази връзка Резолюцията приветства изразеното желание от страна на някои от тези държави да окажат незабавна помощ и подкрепа на всяка непритежаваща ядрено оръжие държава – страна по Договора за неразпространение на ядрените оръжия, в случай че бъде нападната или заплашена с нападение с ядрено оръжие. Освен това Съветът за сигурност потвърждава отново гарантираното от Устава на ООН право на индивидуална и колективна защита, в случай че бъде осъществено военно нападения над държава – членка на Организацията на обединените нации, до момента, в който Съветът приеме мерки, насочени към възстановяване на международния мир и сигурността.
Резолюция 255 е приета с мнозинство от 10 гласа „за“ при 5 „въздържали се“ – Алжир, Бразилия, Индия, Пакистан и Франция.